# ايجي كيتامورا
ايجي كيتامورا (باليابانية: 北村英治؛ بالكانا: きたむら えいじ) هو عازف كلارينيت ياباني، ولد في 8 أبريل 1929 في طوكيو في اليابان.

## وصلات خارجية
- الموقع الرسمي
- ايجي كيتامورا على موقع ميوزك برينز (الإنجليزية)
- ايجي كيتامورا على موقع أول ميوزيك (الإنجليزية)
- ايجي كيتامورا على موقع ديسكوغز (الإنجليزية)